# Cícero Moraes
Cícero Moraes (Chapecó, 13 novembre 1982) è un designer brasiliano.
È diventato famoso per la realizzazione delle ricostruzioni tridimensionali dei volti di molti personaggi storici per studi forensi.

## Biografia
Nato in Brasile, si è distinto per aver usato programmi software open-source come Blender e MakeHuman per ricostruire i volti di molti personaggi storici e non, portando la scienza forense a riguardo a nuovi traguardi di precisione.
Nel 2023 è stato accettato nelle società ad alto QI Mensa ed Intertel, per i suoi contributi nella ricostruzione dei volti di personaggi storici.

### Lavori
- Progetto Taung –  In 2012 inizia il progetto “Taung”, il cui scopo è la ricostruzione cranio-facciale del fossile noto come Bambino di Taung, un esemplare di Australopithecus africanus scoperto da Raymond Dart nel 1924 in una cava di pietra presso l'omonima cittadina sudafricana. “Taung” è un progetto collaborativo tra Antrocom onlus, associazione di ricerca e divulgazione antropologica, Arc-Team, società che opera nel campo del patrimonio culturale, e Cícero Moraes. [2][3].

- Mostra I volti dell'evoluzione –  Dal 18 maggio al 31 luglio 2013, presso il Museo Egizio e Rosacruciano della città di Curitiba in Brasile, si tiene la mostra I volti dell'evoluzione. Le riproduzioni dei crani ominidi sono affiancate da pannelli esplicativi raffiguranti la ricostruzione con tecniche forensi del loro possibile aspetto[4].
- Antonio di Padova -  La ricostruzione forense del volto del Santo a opera del designer Cícero Moraes, il Museo di Antropologia dell'Università di Padova, l'Arc-Team di Cles (TN), il Centro de Tecnologia da Informação «Renato Archer» e il Laboratorio di Antropologia Forense e Odontoatria dell'università di San Paolo (OfLab USP). Il valore aggiunto della ricostruzione, comunque, è dato dal fatto che Moraes lavora praticamente «alla cieca»: per non influenzarlo, i committenti non gli dicono a chi appartiene il volto su cui sta lavorando. Si sa solo che è maschio, caucasico e ha 36 anni. Svelata al pubblico, in anteprima mondiale, martedì 10 giugno 2014, nel corso del convegno «Scoprendo il volto di sant'Antonio» a Padova, Italia[5][6][7][8][9][10].
- Francesco Petrarca, Giovanni Battista Morgagni e Luca Belludi - del volto del poeta Francesco Petrarca (Arezzo 1304-Arquà 1374), il grande poeta italiano di cui è stato possibile ricostruire le fattezze nonostante la scomparsa del cranio avvenuta nel XIX secolo. Ricostruiti in 3D con lo stesso metodo anche i volti del medico e anatomista italiano Giovanni Battista Morgagni (Forlì 1682-Padova 1771), del beato Luca Belludi (Padova, 1200 circa-1286), frate contemporaneo di Sant'Antonio. Oltre a questi lavori, sono stati ricostruiti - in collaborazione con Antocom Onlus, Arc-Team e L'Università di Studi di Padova [11].
- Mostra FACCE. I molti volti della storia humana - L'obiettivo della mostra è raccontare i vari significati che un volto ha e può assumere, grazie a reperti e ricostruzioni tridimensionali di grande impatto visivo. La direzione scientifica e la supervisione dell'esposizione sono di Telmo Pievani e Nicola Carrara, mentre ad Arc-Team e a Cicero Moraes sono affidate le realizzazioni tridimensionali e tecnologiche[12][13][14].

- Rosa da Lima, Martino de Porres e Giovanni Macías - Il designer 3D Cicero Moraes ha partecipato a un altro progetto legato alla Chiesa cattolica. Questa volta si è recato a Lima, in Perù, dove ha esaminato le reliquie dei tre santi peruviani.[15]
- Paolina Visintainer - Per iniziativa dello studioso brasiliano Prof. José Luís Lira (docente all‘ Universidade Estadual Vale do Acaraú – UVA, presso la città di Sobral, nello stato di Cearà), in occasione della ricorrenza è stato commissionato un lavoro per ricostruire il volto della Santa e realizzarne una copia tridimensionale. Il lavoro ha coinvolto diversi soggetti, tra cui: la Facultade FASIPE di Sinop (in Mato Grosso), che si è fatta carico delle spese di trasferta legate al lavoro; il Dr. Marcos Paulo Salles Machado (dell'Istituto Medico Legal di Rio de Janeiro), che si è occupato dello studio antropologico; Cicero Moraes (dello studio Arc-Team), per la ricostruzione facciale forense; il Centro de Tecnologia da Informação Renato Archer, che ha provveduto a stampare in 3D due volti della Santa, in seguito dipinti dall'artista Mari Bueno e usati per la composizione di due busti, grazie al supporto del Museo di Arte Sacra di Santos (nello stato di San Paolo).[16][17]
- Sindone di Torino - Alla fine di luglio 2025, l’articolo intitolato Image Formation on the Holy Shroud—A Digital 3D Approach è stato pubblicato sulla rivista Archaeometry[18], edita da Wiley in collaborazione con l’Università di Oxford. Scritto da Moraes, lo studio utilizza simulazioni digitali in 3D per analizzare la formazione dell’immagine sulla Sacra Sindone di Torino. L’autore confronta le tracce risultanti dal contatto di un tessuto con un corpo umano tridimensionale e con un bassorilievo, concludendo che le impronte lasciate da un corpo umano presentavano deformazioni significative, mentre i segni prodotti da un bassorilievo erano più coerenti con il modello d’immagine osservato sulla Sindone, suggerendo una compatibilità con tecniche di arte funeraria medievale. Lo studio ha ricevuto un’ampia copertura dalla stampa internazionale, generando un’intensa risonanza[19][20]. La notorietà dell’articolo ha portato la Diocesi di Torino, responsabile della custodia della Sacra Sindone, a emettere un comunicato ufficiale esprimendo preoccupazioni riguardo ai risultati presentati[21]. L’analisi tecnica è stata affidata al Centro Internazionale di Studi sulla Sindone (CISS), che ha pubblicato una critica severa all’articolo, mettendo in discussione la sua metodologia e le sue conclusioni[22]. In risposta, Moraes ha confutato le critiche, sottolineando che il comunicato del CISS conteneva errori, tra cui la confusione tra estratti di articoli giornalistici e il contenuto dell’articolo accademico, oltre a non affrontare direttamente l’oggetto della ricerca[23]. In meno di 15 giorni dalla sua pubblicazione, l’articolo ha raggiunto la seconda posizione tra 1.121 pubblicazioni come il contributo più influente mai apparso su Archaeometry, secondo le metriche di impatto della rivista[24].